# محافظة دورنوغوفي
محافظة دورنوغوفي (بالإنجليزية: Dornogovi Province)‏ هي محافظة في منغوليا، تتبع منغوليا، بلغ عدد سكانها 58٬612 نسمة، في 2010، عاصمتها سينشند ‏، تبلغ مساحتها 109٬472٫3 كيلومتر مربع.

## الموقع
تشترك في الحدود مع:
- محافظة دوندغوفي
- محافظة خنتي
- محافظة سوخباتار
- محافظة جوفيسومبر
- محافظة أومنوغوفي
- منغوليا الداخلية.

## مدن توأم
المدن التوأم:
- شيزوكا.

## التقسيمات الإدارية
- Airag, Dornogovi [الإنجليزية]‏
- Altanshiree [الإنجليزية]‏
- Dalanjargalan [الإنجليزية]‏
- Delgerekh [الإنجليزية]‏
- Ikhkhet [الإنجليزية]‏
- Khatanbulag [الإنجليزية]‏
- Khövsgöl, Dornogovi [الإنجليزية]‏
- Örgön [الإنجليزية]‏
- Saikhandulaan [الإنجليزية]‏
- سينشند  [لغات أخرى]‏
- Ulaanbadrakh [الإنجليزية]‏
- Zamyn-Üüd [الإنجليزية]‏.